# 채닝 테이텀
채닝 매슈 테이텀(영어: Channing Matthew Tatum, 1980년 4월 26일 ~ )은 미국의 배우이다. 동네 나이트클럽에서 스트립댄서로 일하다 배우로 전향하기 전에 광고 모델로 활동하였다. 2005년 《코치 카터》로 영화에 데뷔하였고, 2006년 《스텝업》의 주연으로 자리잡기 전에 같은 해 영화《쉬즈 더 맨》에서 주연으로 출연했다.

## 출연 작품

### 영화
| 연도 | 제목                          | 역할                      | 참조                           |
| ---- | ----------------------------- | ------------------------- | ------------------------------ |
| 2005 | 《코치 카터》                 | 제이슨 라일               |                                |
| 2005 | 《하복》                      | 닉                        |                                |
| 2005 | 《슈퍼크로스》                | 라우디 스파크스           |                                |
| 2005 | 《우주 전쟁》                 | 교회에 있던 소년          | 크레딧에 실리지 않음           |
| 2006 | 《쉬즈 더 맨》                | 듀크 오시노               |                                |
| 2006 | 《스텝 업》                   | 타일러 게이지             |                                |
| 2006 | 《당신의 성인을 알아보는 법》 | 앤토니오                  |                                |
| 2007 | 《The Trap》                  | 그레그                    | 단편 영화                      |
| 2007 | 《배틀 인 시애틀》            | 존슨                      |                                |
| 2008 | 《스텝업 2: 더 스트리트》     | 타일러 게이지             | 카메오                         |
| 2008 | 《스탑 로스》                 | 스티브 슈라이버           |                                |
| 2009 | 《컴 아웃 파이팅》            | 숀 맥아더                 |                                |
| 2009 | 《퍼블릭 에너미》             | 프리티 보이 플로이드      |                                |
| 2009 | 《지.아이.조 : 전쟁의 서막》  | 듀크 / 콘래드 하우저      |                                |
| 2010 | 《디어 존》                   | 존 타이리                 |                                |
| 2010 | 《어스 메이드 오브 글래스》   |                           | 이그제큐티브 프로듀서          |
| 2011 | 《딜레마》                    | 집                        |                                |
| 2011 | 《선 오브 노 원》             | 조너선 "밀크" 화이트      |                                |
| 2011 | 《더 이글》                   | 마르쿠스 아퀼라           |                                |
| 2011 | 《텐 이얼즈》                 | 제이크 빌스               |                                |
| 2012 | 《헤이와이어》                | 아론                      |                                |
| 2012 | 《서약》                      | 리오 콜린스               |                                |
| 2012 | 《21 점프 스트리트》          | 젠코                      | 이그제큐티브 프로듀서로도 참가 |
| 2012 | 《매직 마이크》               | 마이크 "매직 마이크" 레인 | 프로듀서로도 참가              |
| 2013 | 《사이드 이펙트》             | 마틴 테일러               |                                |
| 2013 | 《지.아이.조 2》              | 듀크 / 콘래드 하우저      |                                |
| 2013 | 《디스 이즈 디 엔드》         | 본인                      | 카메오                         |
| 2013 | 《화이트 하우스 다운》        | 존 케일                   | 이그제큐티브 프로듀서로도 참가 |
| 2013 | 《돈 존》                     | 코너 베로                 | 카메오                         |
| 2014 | 《레고 무비》                 | 슈퍼맨                    | 성우                           |
| 2014 | 《폭스캐처》                  | 마크 슐츠                 |                                |
| 2014 | 《22 점프 스트리트》          | 젠코                      |                                |
| 2014 | 《더 북 오브 라이프》         | 호아킨                    | 성우                           |
| 2015 | 《주피터 어센딩》             | 케인                      |                                |
| 2015 | 《매직 마이크 XXL》           | 매직 마이크               | 프로듀서로도 참가              |
| 2015 | 《헤이트풀8》                 | 조디                      |                                |
| 2016 | 《헤일, 시저!》               | 버트 거니                 |                                |
| 2017 | 《레고 배트맨 무비》          | 슈퍼맨                    | 목소리                         |
| 2017 | 《킹스맨: 골든 서클》         | 에이전트 데킬라           |                                |
| 2019 | 《레고 무비 2》               | 슈퍼맨                    | 목소리                         |
| 2019 | 《갬빗》                      | 레미 르보 / 갬빗          | 제작, 주연                     |
| 2021 | 《프리 가이》                 | 레벤저민 버튼스           | 카메오 출연                    |
| 2022 | 《도그》                      |                           | 연출 및 제작에도 참여          |
| 2022 | 《로스트 시티》               | 앨런                      |                                |
| 2023 | 《매직 마이크 3》             | 마이크 "매직 마이크" 레인 | 제작, 주연                     |
| 2024 | 《플라이 미 투 더 문》        | 콜 데이비스               | 주연                           |
| 2024 | 《데드풀과 울버린》           | 레미 르보 / 갬빗          | 조연                           |
| 2024 | 《블링크 트와이스》           | 슬레이터 킹               |                                |
| 2025 | 《루프맨》                    | 제프리 맨체스터           | 주연                           |
| 2026 | 《어벤져스: 둠스데이》        | 레미 르보 / 갬빗          | 조연                           |

## 수상 및 후보
| 년도 | 그룹             | 수상                                 | 영화                      | 결과 | 주석 |
| ---- | ---------------- | ------------------------------------ | ------------------------- | ---- | ---- |
| 2006 | 독립영화 정신상  | "Best Supporting Actor"              | 당신의 성인을 알아보는 법 | 후보 |      |
| 2006 | 선댄스 영화제    | Special Jury Prize                   | 당신의 성인을 알아보는 법 | 수상 |      |
| 2008 | 틴 초이스 어워드 | Choice Movie Actor: Drama            | 스탑 로스                 | 수상 |      |
| 2008 | 틴 초이스 어워드 | Choice Movie: Drama                  | 스텝업 2: 더 스트리트     | 수상 |      |
| 2008 | 틴 초이스 어워드 | Choice MySpacer                      |                           | 후보 |      |
| 2009 | 틴 초이스 어워드 | Choice Movie Actor: Drama            | 컴 아웃 파이팅            | 후보 |      |
| 2010 | MTV 무비 어워드  | Best Male Performance                | 디어 존                   | 후보 |      |
| 2010 | MTV 무비 어워드  | Best Ass Kicking Star                | 지.아이.조 : 전쟁의 서막  | 후보 |      |
| 2010 | 틴 초이스 어워드 | Choice Movie Actor: Action Adventure | 지.아이.조 : 전쟁의 서막  | 수상 |      |
| 2010 | 틴 초이스 어워드 | Choice Movie Actor: Drama            | 디어 존                   | 후보 |      |
| 2010 | 틴 초이스 어워드 | Choice Movie: Chemistry              | 디어 존                   | 후보 |      |